# Manuel Lorenzo Justiniano de Zavala y Sáenz

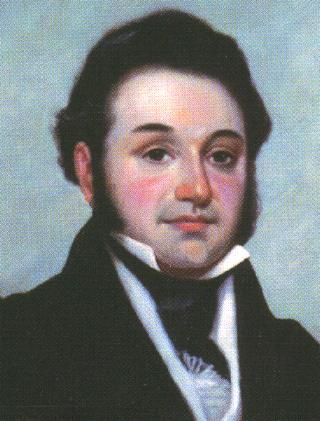
Manuel Lorenzo Justiniano de Zavala y Sáenz

Manuel Lorenzo Justiniano de Zavala y Sáenz (* 3. Oktober 1788 in Tecoh (Merida/Yucatán); † 16. November 1836 in Channelview, Republik Texas) war ein texanischer Großgrundbesitzer und Politiker.

## Leben
Er studierte auf dem Priesterseminar von San Ildefonso Latein, Philosophie und Theologie.
Sein politisches Engagement begann mit konspirativen Treffen in der Kirche des Barrio de San Juan (Yucatán) in Mérida beim Priester Vicente María Velásquez, wo eine politische Willensbildung gegen eine Fortsetzung von Neuspanien als Kolonie Spaniens stattfand. Sein Werben für die Unabhängigkeit wurde von den spanischen Kolonialbehörden mit Gefängnis in San Juan de Ulúa, vor Veracruz von 1813 bis 1817 bestraft. Dort wurde er Freimaurer. Er gründete die ersten Tageszeitungen in Yucatán unter den Namen: El Aristarco Universal, El Redactor Meridano und El Hispanoamericano Constitucional.
1820 wurde er als Vertreter von Yucatán in die Cortes (Ständeversammlung) gewählt. Er kehrte nach Mexiko zurück und wurde 1824 Mitglied und Vorsitzender der verfassungsgebenden Versammlung, dem Congreso Constituyente de México 1821
Manuel Gómez Pedraza wurde 1828 zum Nachfolger von Guadalupe Victoria als mexikanischer Präsident gewählt. Lorenzo de Zavala intrigierte mit Antonio López de Santa Anna, dass das Parlament das Gesetz, das Manuel Gómez Pedraza zum Präsidenten ernannt hätte, nicht verabschiedete, sondern Vicente Guerrero zum Präsidenten machte, wofür dieser de Zavala als seinen Stellvertreter vorschlug, in dieses Amt wurde aber vom Parlament Anastasio Bustamante gewählt, weshalb Vicente Guerrero, Lorenzo de Zavala als Finanzminister in sein Kabinett berief.
Als Botschafter in Frankreich hatte er auch einen Akkreditierungsschreiben für den heiligen Stuhl dabei, mit dem er allerdings nicht empfangen wurde, da Gregor XVI. die Unabhängigkeit Mexikos erst 1836 anerkannte.
Nach seiner Rückkehr aus Paris siedelte er sich mit seiner Familie auf seinen Latifundien in Texas an und konspirierte mit den texanischen Separatisten. Er wurde in den Kongress der Republik Texas berufen und war von März bis Oktober 1836 als erster und einziger Tejano stellvertretender Präsident der Republik Texas.
Im ehemaligen Neuspanien war im zweiten Viertel des 19. Jahrhunderts die Tendenz zur Kleinstaaterei verbreitet, es gab eine Republik Yucatán und Los Altos. Antonio López de Santa Anna erließ 1835 sieben zentralistische Gesetze, was am 2. Oktober 1835 zum texanischen Unabhängigkeitskrieg führte.
Lorenzo de Zavala heiratete 1807 Teresa Correa y Correa, ihr Sohn war Lorenzo Junior. 1831 heiratete Lorenzo de Zavala Emily West, mit ihr hatte er die Kinder Augustín Ricardo und Emily.
Augustín wurde der Vater von Adina Emilia De Zavala.
Nach Zavala wurde Zavala County benannt.

## Veröffentlichungen
- Viaje a los Estados-Unidos del Norte de America, Lorenzo de Zavala, Justo Sierra O’Reilly, Impr. de Castillo y compañía, 1846 – 329 S.